# Thermopylae (clipper)
Thermopylae foi um clipper, constrído em 1868 pelo fabricante Walter Hood & Co, em Aberdeen.